# Scabiosa atropurpurea
Espèce

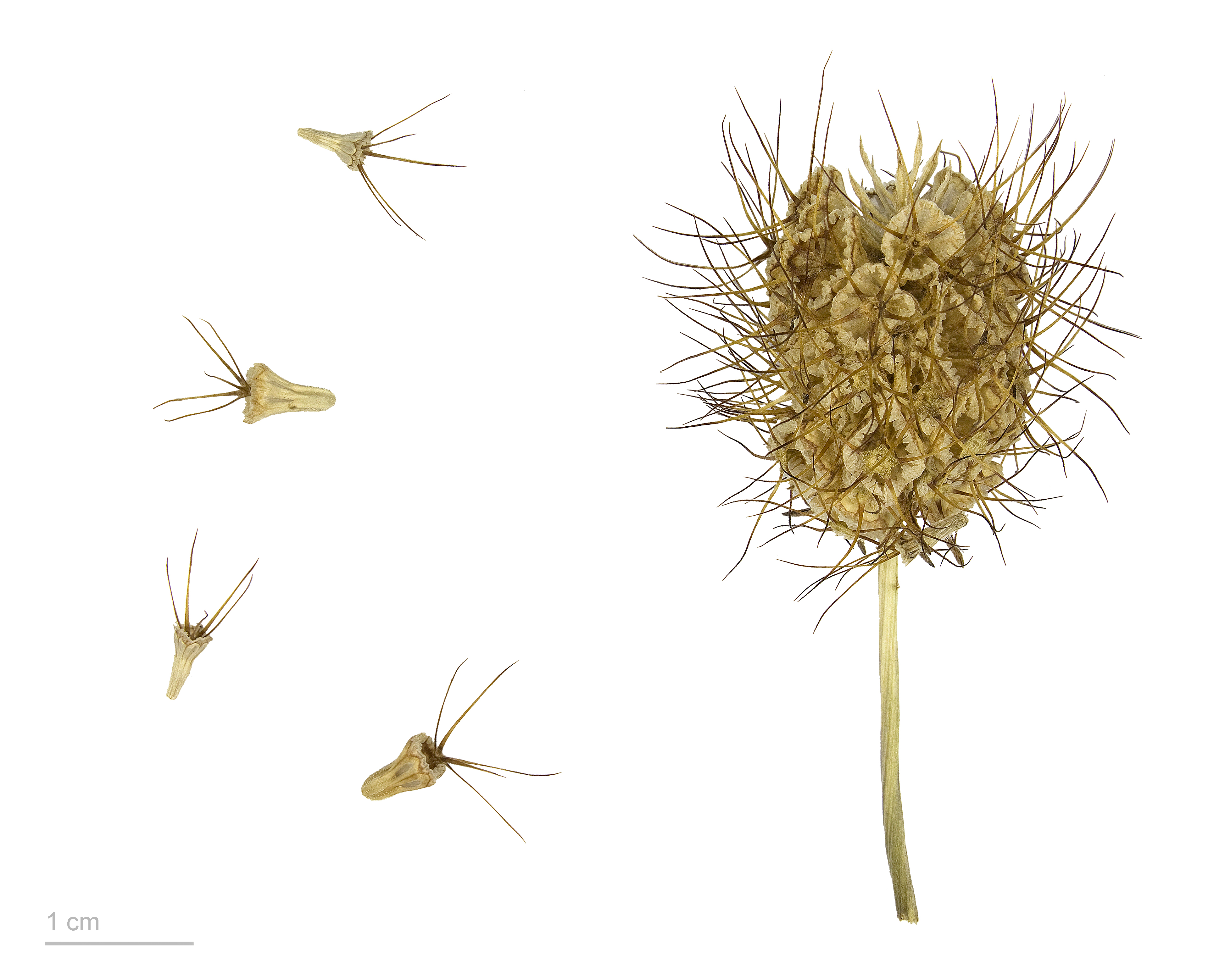
Scabiosa atropurpurea - Muséum de Toulouse

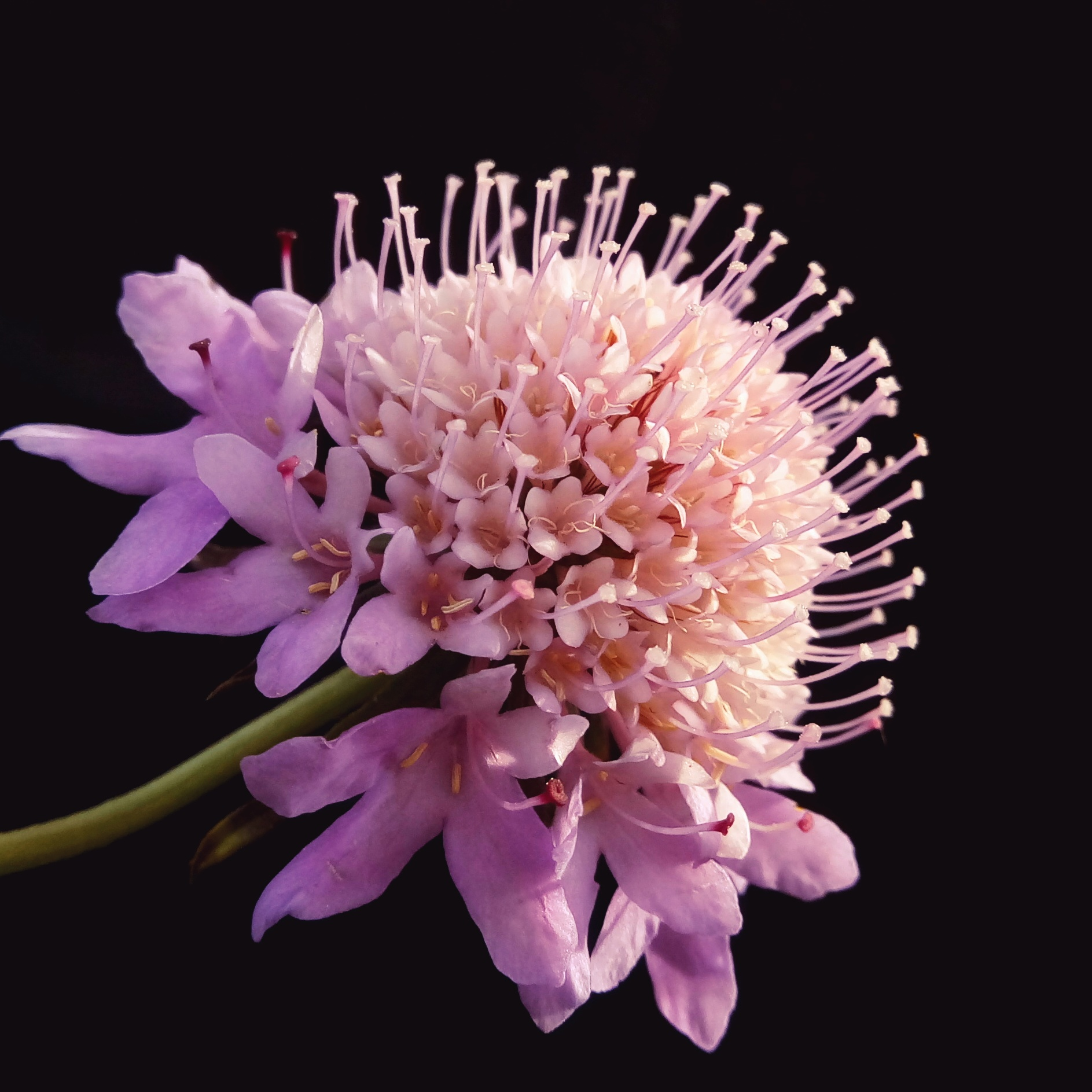
Scabiosa atropurpurea subsp. maritima

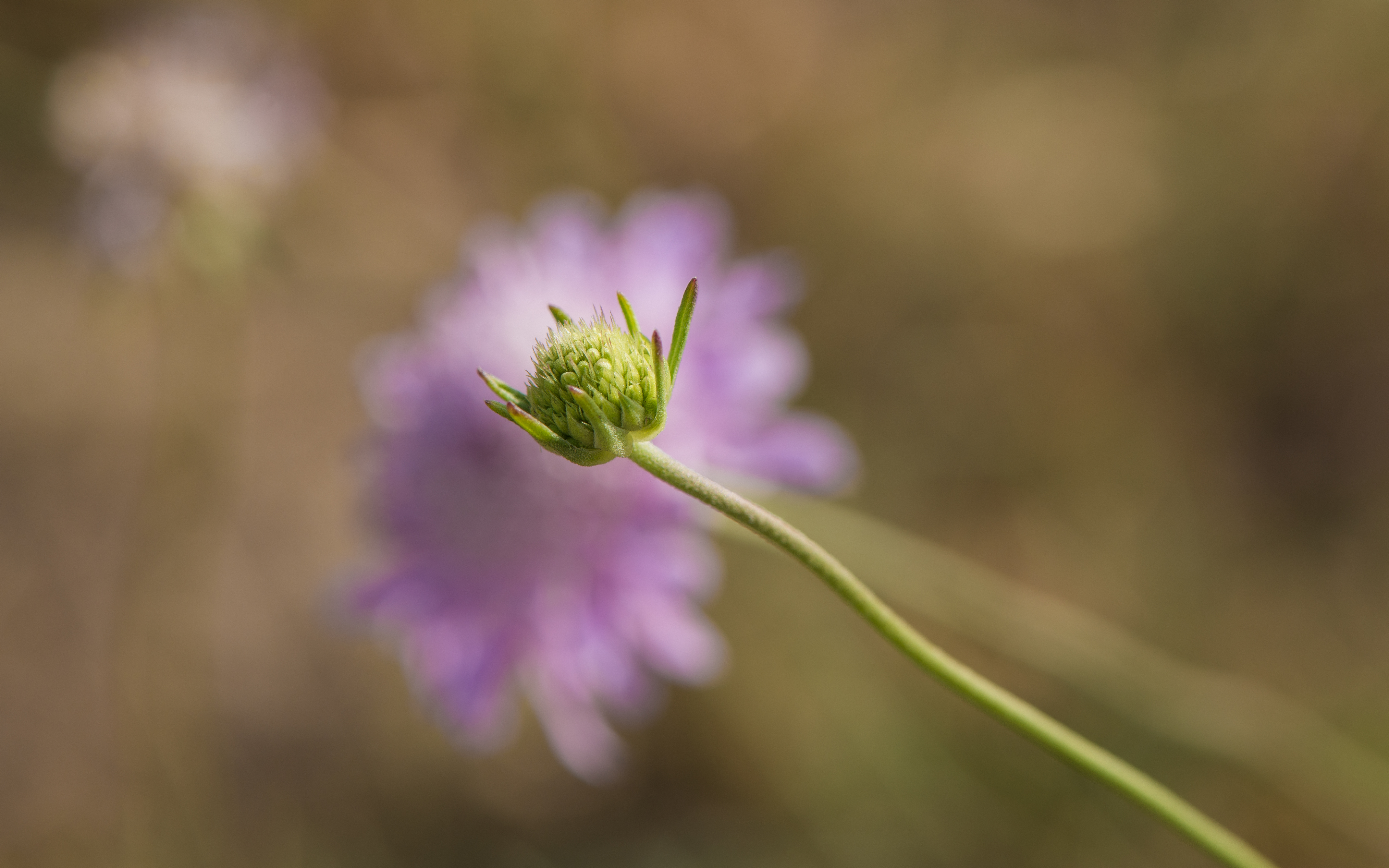
Bourgeon d'une fleur de Scabiosa atropurpurea subsp. maritima

Scabiosa atropurpurea, la Scabieuse pourpre foncé ou Scabieuse des jardins est une plante herbacée de la famille des Dipsacacées selon la classification classique de Cronquist (1981), de la famille des Caprifoliacées selon la classification phylogénétique.
La floraison a lieu de mai à octobre.

## Synonymes
- Sixalix atropurpurea (L.) Greuter & Burdet in Willdenowia 15: 76 (1985)
- Succisa atropurpurea (L.) Moench, Methodus 490 (1794)
- Cyrtostemma atropurpurea (L.) Spach, Hist. Nat. Vég. 10: 322 (1841)
- Asterocephalus atropurpureus (L.) Spreng., Syst. Veg. 1: 381 (1824)
- Scabiosa maritima var. atropurpurea (L.) Boiss., Voy. Bot. Espagne 2: 297 (1840)
- Scabiosa acutiflora Rchb., Iconogr. Bot. Pl. Crit. 4: 24, tab. 326 (1826)
- Scabiosa ambigua Ten., Fl. Neapol. Prodr. App. 5 7 (1826)
- Scabiosa ateridoi Pau in Bol. Soc. Aragonesa Ci. Nat. 17: 130 (1918)
- Scabiosa atropurpurea f. glabra Pau in Mem. Real Soc. Esp. Hist. Nat. 12: 338 (1924), nom. nud.
- Scabiosa atropurpurea f. maritima (L.) Pau in Brotéria, Sér. Bot. 20: 129 (1922)
- Scabiosa atropurpurea subsp. maritima (L.) Arcang., Comp. Fl. Ital. 330 (1882)
- Sixalix atropurpurea subsp. maritima (L.) Greuter & Burdet in Willdenowia 15: 76 (1985)
- Scabiosa atropurpurea var. amansii (Rouy) O. Bolòs & Vigo, Fl. Països Catalans 3: 639 (1996)
- Scabiosa atropurpurea var. grandiflora (Scop.) DC., Prodr. 4: 657 (1830)
- Scabiosa atropurpurea var. grandiflora (Scop.) Pau in Mem. Real Soc. Esp. Hist. Nat. 12: 338 (1924), comb. superfl.
- Scabiosa atropurpurea var. maritima (L.) Bég. in Fiori & Paol., Fl. Italia 3: 152 (1903)
- Scabiosa atropurpurea var. setifera (Lam.) DC., Prodr. 2: 657 (1830)
- Scabiosa atropurpurea var. villosa (Coss.) Franco, Nova Fl. Portugal 2: 569 (1984)
- Scabiosa columbaria var. triflora Cambess. in Mém. Mus. Hist. Nat. 14: 261 (1827)
- Scabiosa cupanii Guss., Fl. Sicul. Prodr. 1: 160 (1827)
- Scabiosa fruticulosa Gand. in Bull. Soc. Bot. France 47: 136 (1900)
- Scabiosa grandiflora var. huelvensis Pau, in sched., nom. nud.
- Scabiosa grandiflora Scop., Delic. Fl. Faun. Insubr. 3: 29, tab. 14 (1788)
- Asterocephalus grandiflorus (Scop.) Sweet, Hort. Brit. 205 (1826)
- Scabiosa integrata Hoffmanns. & Link, Fl. Portug. 2: 88 (1820-1834)
- Scabiosa maritima f. atropurpurea Jiménez Mun. in Mem. Real Soc. Esp. Hist. Nat. 2: 90 (1903), nom. inval.
- Scabiosa maritima f. tenuis Gand. in Bull. Soc. Bot. France 47: 138 (1900), nom. nud.
- Scabiosa maritima raza balearica F. Herm. in Verh. Bot. Vereins Prov. Brandenburg 54: 241 (1913)
- Scabiosa maritima subsp. mauritii (Sennen ex Maire) Sennen, Diagn. Nouv. 106 (1936)
- Scabiosa maritima var. albida Pau, Not. Bot. Fl. Españ. 4: 40 (1891)
- Scabiosa maritima var. amansii Rouy & E.G. Camus in Rouy & Foucaud, Fl. France 8: 117 (1903)
- Scabiosa maritima var. atropurpurea Lange in Vidensk. Meddel. Dansk Naturhist. Foren. Kjøbenhavn *1861: 62 (1862), nom. inval.
- Scabiosa maritima var. grandiflora (Scop.) Boiss., Voy. Bot. Espagne 2: 297 (1840)
- Scabiosa maritima var. grandiflora (Scop.) Jiménez Mun. in Mem. Real Soc. Esp. Hist. Nat. 2(2): 90 (1903), comb. superfl.
- Scabiosa maritima var. integrifolia Porta in Nuovo Giorn. Bot. Ital. 19: 307 (1887), nom. nud.
- Scabiosa maritima var. latifolia Porta in Nuovo Giorn. Bot. Ital. 19: 308 (1887)
- Scabiosa maritima var. mauritii Sennen ex Maire in Bull. Soc. Hist. Nat. Afrique N. 23: 188 (1932)
- Scabiosa maritima var. paui Sennen & Mauricio, in sched., nom. nud.
- Scabiosa maritima var. paui Sennen ex Maire in Bull. Soc. Hist. Nat. Afrique N. 23: 188 (1932)
- Scabiosa maritima var. polycephala Sennen, in sched.
- Scabiosa maritima var. sabuletorum Willk. in Flora 34: 740 (1851)
- Scabiosa maritima var. villosa Coss., Notes Pl. Crit. 38 (1849)
- Scabiosa maritima L., Cent. Pl. II 8 (1756)
- Asterocephalus maritimus (L.) Spreng., Syst. Veg. 1: 382 (1824)
- Scabiosa paui (Sennen ex Maire) Sennen, Diagn. Nouv. 106 (1936)
- Scabiosa ragesensis Sennen, in sched., nom. nud.